# Sarah Dodson-Robinson
Sarah Dodson-Robinson (Los Angeles) é uma astrônoma estadunidense.
Quando tinha 7 ou 8 anos de idade associou-se à Sociedade Planetária e colecionou os mini-pôsteres de planetas e luas que vinham com a revista. Quando tinha 10–11 anos de idade morou próximo de Austin, Texas, durante 18 meses. Foi inspirada para tornar-se astrônoma por Stephen Hawking. Foi depois influenciada por seus orientadores de graduação e pós-graduação, Elliott Horch e Greg Laughlin.
Em 2002 recebeu o B.S. do Instituto de Tecnologia de Rochester. Em 2005 recebeu o M.S. da Universidade da Califórnia em Santa Cruz. Em junho de 2008 obteve um Ph.D. em astronomia e astrofísica da Universidade da Califórnia.

## Carreira
Dodson-Robinson conduz pesquisas principalmente nas áreas de formação de planetas e arqueologia planetária, e também pesquisa tópicos astronômicos mais tradicionais, como evolução química galática e anãs marrons. Em 2010 Dodson-Robinson publicou “The formation of Uranus and Neptune in solid-rich feeding zones: Connecting chemistry and dynamics” na Icarus. Em 2014 tornou-se professora da Universidade de Delaware.

## Condecorações
Em 2013 recebeu o Prêmio Annie J. Cannon de Astronomia da American Astronomical Society.